# Il trono di Asgard
Il trono di Asgard, pubblicato anche come Il martello e la croce (titolo originale inglese One King's Way) è un romanzo fantasy del 1995 scritto da Harry Harrison con Tom Shippey. È il secondo libro della trilogia della saga del Martello e della Croce, una ucronia ambientata nel IX secolo.

## Personaggi
- Halvdan, figlio maggiore di Ragnar Lodbrok
- Ubbi, figlio di Ragnar Lodbrok
- Sigurth Occhi di Serpente, figlio di Ragnar Lodbrok
- Shef Sigvarthsson, figlio di Sigvarth
- Hund, liberto amico di Shef, medico
- Thorvin, sacerdote di Thor
- Brand l'Uccisore, vichingo, fedele della Via
- Cwicca, schiavo liberto
- Cuthred, il Berserkr
- Echegorgun l'huldu
- Piruusi il finlandese
- Re Alfred del Regno del Wessex
- Re Hrorik di Hedeby
- Halfdan il Nero, re della Norvegia Orientale
- Olaf l'Elfo di Geirstad, re della Norvegia Occidentale
- Harald Bellachioma
- Kjallak re di Svezia
- Rimbert, arcivescovo di Brema
- Bruno di Reginbald delle Marche, cavaliere dei Lanzenorden
- Erkenbert, diacono inglese

## Trama
Shef, co-re d'Inghilterra, decide di armare una flotta e costeggiare le coste continentali del Mare del Nord con lo scopo di sconfiggere le armate vichinghe. In uno scontro in Frisia contro la nave Frani Ormr guidata dai figli di Ragnar Lodbrok, cade in mare, per sfuggire al nemico, si inoltra nel Dirtmarsh, sulla costa danese. Viene catturato e venduto come schiavo nella città vichinga di Hedeby, dove, riscattato dai sacerdoti della Via, viene portato a Kaupang in Norvegia.
Qui è ospite di Halfdan il Nero, re della Norvegia Orientale e Olaf l'Elfo di Geirstad, re della Norvegia Occidentale. La moglie del primo, Ragnhild, tenta di ucciderlo poiché pensa che sia venuto ad usurpare il trono del marito. Nel farlo però causa la morte del proprio figlio: Harald Bellachioma.
Shef fugge quindi con i suoi compagni attraverso la catena montuosa norvegese verso il nord, fino a giungere nella terra natale dell'amico Brand, Hålogaland. Qui fa la conoscenza del Popolo Nascosto e di Echegorgun l'huldu, che gli permette di recuperare la Lancia Sacra.
Ragnhild intanto attacca la terra di Hålogaland per vendicare il figlio, ma perisce lei stessa con tutta la flotta di navi. L'unico modo per sopravvivere all'inverno senza vivere è quello di attraversare la catena montuosa verso sud, verso la Svezia. Shef vi riesce, raggiunge Uppsala e sconfiggendo il re degli svedesi si fa proclamare Re Unico al Tempio di Uppsala.
Qui incontra Bruno ed Erkenbert, che desiderano la Lancia Sacra, e si alleano assieme per sconfiggere i figli di Ragnar Lodbrok. Vi riusciranno e, in cambio, Bruno otterrà la Lancia Sacra.

## Edizioni
- Harry Harrison, Tom Shippey, One King's Way, Londra, Legend Books, 1995, ISBN 0-09-930306-X.

- Harry Harrison, Tom Shippey, Il martello e la croce, traduzione di Alessandro Zabini, Narrativa Nord [76], Editrice Nord, 1996, ISBN 88-429-0939-4.

- Harry Harrison, Tom Shippey, Il martello e la croce, traduzione di Alessandro Zabini, TEA, 2003,  p. 443, ISBN 88-502-0389-6.